# Unisig
L'Unisig (acronyme de Union industry of signalling) est un groupe de travail constitué en 1998 pour travailler sur les spécifications techniques des systèmes ERTMS/ETCS. Les SRS (System Requirements Specification) et d'autres normes internationales, comme celles du Cenelec (European Committee for Electrotechnical Standardization), servent de base commune.    
Tous les membres de ce groupe sont des entreprises renommées dans le domaine de la signalisation ferroviaire et des systèmes de contrôle-commande des trains. Il s'agit de Thales, Alstom, Ansaldo, Bombardier, Invensys, Siemens, CAF et AŽD Praha, en tant que « Full members » ainsi que Mermec, en tant qu'« Associate member ». Ces entreprises mettent au point et produisent les équipements ETCS pour le matériel roulant et les installations fixes des lignes et réalisent des projets pour les chemins de fer européens. 